# Mali Lošinj
Mali Lošinj (Italiaans: Lussinpiccolo; Venetiaans: Lusinpicolo) is een stad op het eiland Lošinj, gelegen in de Adriatische Zee en behoort tot Kroatië.

## Algemeen
Deze plaats is gelegen in de goed bewaard gebleven Baai van Augusta, en telt ca. 6000 inwoners. Mali Lošinj is in de 12de eeuw ontstaan en heeft door de zee en de scheepsbouw in de 19de eeuw gouden tijden beleefd.

### Architectuur / Historie / Kunst
Architectonisch interessante historische bouwwerken in Mali Lošinj zijn:
- Sint Martinuskerk (1450)
- kerk van Maria's Geboorte, gebouwd tussen 1696 en 1775 ...
- kerk van Maria's Onbevlekte Ontvangenis in Cikat (1534), uitgebreid in 1858
- tal van villa's uit de Oostenrijkse aristocratie
- "Ambroz Haracic" zeevaartschool, in de vorm van een schip met commandobrug
- kunstcollectie van Andra Vida en Katarina Mihicic en enkele andere oude meesters
- Sint Nicolaaskerk Mali Lošinj (1857)

Steden (gradovi): Rijeka · Bakar · Cres · Crikvenica · Čabar · Delnice · Kastav · Kraljevica · Krk · Mali Lošinj · Novi Vinodolski · Opatija · Rab · Vrbovsko

Gemeenten (općine): Baška · Brod Moravice · Čavle · Dobrinj · Fužine · Jelenje · Klana · Kostrena · Lokve · Lopar · Lovran · Malinska-Dubašnica · Matulji · Mošćenička Draga · Mrkopalj · Omišalj · Punat · Ravna Gora · Skrad · Vinodolska · Viškovo · Vrbnik